# Macrolide

Erythromycin. Vòng macrolide là lactone (vòng ester) phía trên bên trái

Clarithromycin

Roxithromycin

Macrolides là nhóm hợp chất tự nhiên chứa vòng macrocyclic lacton lớn gắn nhiều gốc deoxy đường, thường là cladinose và desosamine. Các vòng lacton thường có 14, 15 hoặc 16-gốc. Macrolides thuộc nhóm polyketide tự nhiên. Một số macrolides là thuốc kháng sinh hoặc thuốc chống nấm đang sử dụng như dược phẩm.

## Ví dụ

### Kháng sinh macrolides
Được FDA chấp thuận :
Azithromycin không ức chế CYP3A4
Clarithromycin
Erythromycin
Fidaxomicin
Telithromycin
Không được FDA chấp thuận:
Carbomycin A
Josamycin
Kitasamycin
Midecamycin/midecamycin acetate
Oleandomycin
Solithromycin
Spiramycin - chấp thuận ở EU và một số quốc gia khác
Troleandomycin được sử dụng ở Ý và Thổ Nhĩ Kỳ
Tylosin/tylocine sử dụng trên động vật
Roxithromycin

### Ketolides
Telithromycin - ketolide đầu tiên và duy nhất được chấp thuận
Cethromycin
Solithromycin

### Fluoroketolides
Solithromycin - nhóm fluoroketolide đầu tiên và duy nhất cho đến nay (chưa được phê duyệt)

### Thuốc kháng nấm
Thuốc kháng nấm polyene như amphotericin B, nystatin v.v., là dưới nhóm của macrolides. Cruentaren là một ví dụ khác của thuốc kháng nấm macrolide.

## Tác dụng
Kháng sinh macrolides được sử dụng để điều trị nhiễm trùng gây ra bởi vi khuẩn Gram dương (ví dụ như, Streptococcus pneumoniae) và một số vi khuẩn Gram âm (ví dụ như, Bordetella pertussis, Haemophilus influenzae), và một số nhiễm khuẩn đường hô hấp và mô mềm. Phổ kháng khuẩn của macrolides hơi rộng hơn penicillin, nên macrolides thường được thay thế cho bệnh nhân dị ứng penicillin. Liên cầu tan huyết nhóm beta, phế cầu, tụ cầu, và vi khuẩn đường ruột thường nhạy cảm với macrolides. Không giống như penicillin, macrolides đã được chứng minh có hiệu quả chống lại Legionella pneumophila, mycoplasma, một số  rickettsia, mycobacteria, và chlamydia.
Macrolides là không được sử dụng trên động vật ăn cỏ không nhai lại, như ngựa và thỏ. Chúng có thể gây một phản ứng dẫn đến tử vong do rối loạn tiêu hóa. Nó có thể được sử dụng trong ngựa nhỏ hơn một năm tuổi, nhưng phải thận trọng không để cho con ngựa khác ăn phải (như ngựa mẹ).

## Cơ chế hoạt động

### Kháng sinh
Macrolides là một chất ức chế tổng hợp protein. Cơ chế tác dụng của macrolides là ức chế vi khuẩn tổng hợp protein bằng cách ngăn peptidyltransferase khỏi tạo liên kết peptide của tRNA với amino acid tiếp theo (tương tự như chloramphenicol (similarly to chloramphenicol) cũng như ức chế  ribosome dịch mã. Một cơ chế tiềm năng nữa là phân ly quá sớm của peptidyl-tRNA từ ribosome.
Macrolid gắn có hồi phụ với vị trí P trên tiểu đơn vị 50S của ribosome vi khuẩn có tác dụng kìm khuẩn. Macrolides có thể tập trung trong bạch cầu giúp kháng sinh đi vùng nhiễm trùng.

## Tương tác
Macrolides không nên dùng với colchicine do có thể dẫn đến ngộ độc colchicine. Triệu chứng ngộ độc colchicine bao gồm bụng khó chịu, sốt, đau cơ, giảm ba dòng, và sụy tạng.